# 月下禁爱
《月下禁爱》（羅馬化：Mhom Ped Sawan）是一部由Max Magic Enterprise Company Limited制作，安雅琳·堤拉塔南帕（Tubtim）、澈丽莎·希里维文基（Film）领衔主演的泰国古装同性爱情剧。此剧改编自拉玛三世暹罗统治时期的同名泰国文学作品，于2024年11月17日起每周五至周日晚上8时30分至9时30分在Thai PBS 3和VIPA.me播出。

## 演员阵容
- 安雅琳·堤拉塔南帕（Tubtim）饰演  Mom Kham（Mom Ped）
- 澈丽莎·希里维文基（Film）饰演 Mom Sud（Khun Mong）
- 辛扎伊·本班尼（英语：Sinjai Plengpanich）（Nok）饰演 玛哈·扎克里·诗琳通公主殿下
- 西提达·萨帕努查（Iang）

## 制作
- 2024年5月17日，剧组在上午9点59分举行新戏祭祀仪式[4]。